# Harry Keramidas
Harold „Harry“ Thomas Keramidas (* August 1940 in Detroit, Michigan) ist ein US-amerikanischer Filmeditor.

## Leben
Harold Thomas Keramidas wuchs in Detroit auf. Nach seinem High-School-Abschluss studierte er an der University of Michigan und der Wayne State University, wo er einen Abschluss in Betriebspsychologie erwarb. Nach zwei Jahren Dienst im Friedenscorps in der Dominikanischen Republik, zog er nach Los Angeles, wo er seinem Interesse für ethnografischen Film folgend an der „UCLA Graduate Film School“ studierte. Daraufhin arbeitete er beim Office of Economic Opportunity, dem National Film Board of Canada und der Encyclopædia Britannica.
Nachdem Harry Keramidas 1997 der American Cinema Editors beitrat, waren es vor allem Filme wie Kinder des Zorns, Angriff der 20-Meter-Frau und Judge Dredd, sowie die Filmreihe Zurück in die Zukunft, für die er Bekanntheit erlangte. Insbesondere für den ersten Film, Zurück in die Zukunft, erhielt er 1986 eine Nominierung des BAFTA-Award für den Besten Filmschnitt.

## Filmografie (Auswahl)
- 1974: Memory of Us
- 1975: Chac: Dios de la lluvia
- 1976: Das Haus mit dem Folterkeller (Mansion of the Doomed)
- 1976: Massaker in Klasse 13 (Massacre at Central High)
- 1977: Draculas Todesrenne (Crash!)
- 1978: Zoltan, Draculas Bluthund (Dracula’s Dog)
- 1979: Golden Girl (Goldengirl)
- 1981: Der junge Adoptiv-Vater (The Children Nobody Wanted)
- 1981: Einmal und nie wieder (Bustin’ Loose)
- 1984: C.A.S.H. (The Jerk, Too)
- 1984: Kinder des Zorns (Children of the Corn)
- 1985: Zurück in die Zukunft (Back to the Future)
- 1986: Nochmal so wie letzte Nacht (About Last Night…)
- 1987: Das Doppelspiel (The Squeeze)
- 1988: Zwei mal Zwei (Big Business)
- 1989: Ein himmlischer Liebhaber (Chances Are)
- 1989: Zurück in die Zukunft II (Back to the Future Part II)
- 1990: Zurück in die Zukunft III (Back to the Future Part III)
- 1992: Ein verrückter Leichenschmaus (Passed Away)
- 1993: Angriff der 20-Meter-Frau (Attack of the 50 Ft. Woman)
- 1993: Kinder des Zorns 2 – Tödliche Ernte (Children of the Corn II: The Final Sacrifice)
- 1994: The Favor – Hilfe, meine Frau ist verliebt! (The Favor)
- 1995: Judge Dredd
- 1995: (K)ein Vater gesucht (Man of the House)
- 1996: Mr. Präsident Junior (First Kid)
- 1997: Harlem, N.Y.C. – Der Preis der Macht (Hoodlum)
- 2000: Beethoven: Urlaub mit Hindernissen (Beethoven’s 3rd)
- 2001: Tomcats
- 2003: Almost Legal – Echte Jungs machen’s selbst (After School Special)
- 2003: Wilde Tage (Wilder Days)
- 2005: Herkules und die Sandlot Kids 2 (The Sandlot 2)
- 2007: The Final Season

## Auszeichnungen
BAFTA-Award
- 1986: Nominierung für den Besten Schnitt von Zurück in die Zukunft